# 허웰린 바우르
허웰린 압 요르웨르스(웨일스어: Llywelyn ap Iorwerth [ɬəˈwɛlɨn ab ˈjɔrwɛrθ], 1172년경 ~ 1240년 4월 11일)는 중세 웨일스의 군주이다. "위대한 허웰린"이라는 뜻의 허웰린 바우르(웨일스어: Llywelyn Fawr [ɬəˈwɛlɨn vaur], 영어: Llywelyn the Great)라고도 한다. 웨일스 북부 귀네드의 공작으로 외교 및 군사 활동을 통해 여러 제후들이 할거하던 웨일스를 통일하고 40년 이상 지배했다.
허웰린이 어렸을 적, 조부 오와인 압 그루푸드가 사망(1170년)하자 허웰린의 두 삼촌이 나라를 각자 나누어 가지게 되었다. 허웰린은 조부의 상속자로서 강한 정통성을 가지고 있었고, 젊은 나이에 권력을 잡는 데 성공했다. 1200년 귀네드의 유일한 지배자가 된 허웰린은 같은 해 잉글랜드의 존 왕과 조약을 체결해 이후 10년 동안 잉글랜드와 평화를 유지했다. 1205년 허웰린은 존 왕의 친딸 조안과 결혼했다. 1208년 존 왕이 포이스 웨느위뉜 공작 그웨느위닌 압 오와인을 사로잡자 허웰린은 권력공백지대가 된 남쪽의 포이스를 병합할 기회를 가지게 되었다. 1210년 조약이 파기되고 1211년 존 왕이 귀네드를 침공했다. 허웰린은 코느위 강 서안의 모든 땅을 넘겨주는 것을 조건으로 평화를 체결했으나, 이듬해 웨일스의 다른 제후들과 연합해 빼앗긴 땅을 도로 되찾았다. 허웰린은 1215년 존 왕에게 대헌장을 강요한 귀족들과 동맹을 맺었고, 1216년 웨일스의 지역 패자가 되어 아베르디피에서 회맹을 열고 다른 제후들에게 토지를 분배했다.
존 왕이 죽자 허웰린은 그 후계자 헨리 3세와 1218년 조약을 체결했다. 이후 15년간 허웰린은 잉글랜드 국경지대의 제후들과 싸우면서 또한 일부 제후들과는 연합하는 일을 반복했다. 1234년 중반에 강화가 맺어짐으로써 허웰린의 정복사업은 끝을 맺었다. 허웰린은 1240년 죽을 때까지 권력을 유지했으며 아들 다피드 압 허웰린이 작위들을 계승했다.